# Archiefwet
De Archiefwet is een Nederlandse wet uit 1995 die het beheer en de toegang van overheidsarchieven regelt. De eerste versie van deze wet stamt uit 1918.

## Geschiedenis
In 1918 werd de eerste Archiefwet aangenomen. In de jaren 1950 werd van de zijde van Nederlandse archivarissen gepleit voor een grondige herziening van deze wet, die als verouderd werd gezien. Met name dr. Gerard Panhuysen, van 1953 tot 1961 voorzitter van de Vereniging van Archivarissen in Nederland (VAN), zette zich in voor een verruiming van de bevoegdheden van de rijksarchivaris, die zelfs de ministeriële archieven zou omvatten. Ook de bevoegdheden van gemeente-archivarissen werden verruimd. Protest was er onder andere van de zijde van de Vereniging van Nederlandse Gemeenten, die te veel bemoeienis van de archivarissen vreesden. De nieuwe Archiefwet werd in 1962 aangenomen.
De Archiefwet 1995 sluit grotendeels aan op de Algemene wet bestuursrecht. Het Archiefbesluit, waar enkele onderdelen van de Archiefwet 1995 nader zijn uitgewerkt, is het voornaamste uitvoeringsbesluit van deze wet. Diverse artikelen van het Archiefbesluit zijn in ministeriële regelingen verder uitgewerkt.

## Toekomst
Aanhangig is een nieuwe archiefwet, aanvankelijk met de naam "Archiefwet 2021", maar vervolgens voorlopig als "Archiefwet 20..", en ook wel "Archiefwet 20XX" of "Archiefwet 20xx".

## Uitvoering door het rijk, provincies, waterschappen en gemeenten
De Archiefwet 1995 geldt voor:
- overheidsorganen,
- rechtspersonen die krachtens publiekrecht zijn ingesteld of publiekelijke rechtspersonen met enig openbaar bevoegd gezag.
- overheidsorganen die buiten de Algemene wet bestuursrecht vallen, zoals de rechterlijke macht en de Staten Generaal.

De hoofdlijnen van de Archiefwet 1995 zijn:
- Vorming van archief en het beheer daarvan door overheidsorganisaties;
- Vernietiging, overbrenging en het in eigendom overdragen van archiefbescheiden (vervreemding);
- Het inzien (openbaarheid) van archieven.

Digitale informatie valt ook onder de Archiefwet.
Organisaties van de overheid zijn verplicht aan bepaalde eisen te voldoen voor het beheer en de vorming van archieven.

## Uitvoering door het Nationaal Archief
Het Nationaal Archief beheert onder andere overheidsarchieven en particuliere archieven. De archieven zijn afkomstig van:
- de rijksoverheid;
- het graafschap Holland en de gewestelijke / provinciale bestuursinstellingen in Zuid-Holland;
- particuliere instellingen en privé-instellingen.

## Toezicht
De Archiefwet regelt ook het toezicht op de wijze waarop de overheid archieven beheert. Daarbij gaat het over toezicht op de zorg en toezicht op de naleving. Voor rijk, provincies en gemeenten zijn er afzonderlijke inspecties.
De Inspectie Overheidsinformatie en Erfgoed (voorheen 'Erfgoedinspectie' geheten), sector archieven, houdt toezicht op het archiefbeheer van de centrale overheid. Daartoe behoren de hoge colleges van staat (zoals de Raad van State), de ministeries en al hun diensten en instellingen (ook in de provincies), de publiekrechtelijke bedrijfsorganisaties (zoals productschappen) en de zelfstandige bestuursorganen (zbo's) zoals universiteiten en het Kadaster. De Inspectie Overheidsinformatie en Erfgoed doet onderzoek, voert inspecties uit en geeft voorlichting.
In elke provincie is een provinciaal archiefinspecteur belast met het toezicht op de archiefzorg van gemeenten, waterschappen, gemeenschappelijke regelingen en de regionale politiekorpsen. De inspecteur houdt daarnaast toezicht op het beheer van de dynamische archieven door de provinciale organisatie en bij gemeenten waar geen archivaris is benoemd. De provinciale archiefinspecties werken samen in het landelijk overleg van provinciale archiefinspecteurs (LOPAI).
De gemeente- of waterschapsarchivaris of een van zijn medewerkers is wettelijk belast met het toezicht op het beheer van de moderne archieven die door die gemeente(n) of waterschappen worden gevormd en beheerd. De gemeentearchivaris houdt ook toezicht op de archieven van gemeenschappelijke regelingen en regiopolitie. De gemeentelijke archiefinspecteurs werken samen in het Werkverband Gemeentelijke Archiefinspecteurs (WGA).
Als een overheidsorgaan zich niet aan de wet houdt kan een bestuurlijke sanctie worden opgelegd. Dat is bestuursdwang, zoals in de Algemene wet bestuursrecht is geregeld. De meest voor de hand liggende vorm is het opleggen van een dwangsom om het overheidsorgaan te dwingen de gewenste maatregelen te nemen.
Bij de centrale overheid kan de minister van OCW bovendien een aanwijzing geven. Bestuursdwang mag de minister pas toepassen na het geven van een aanwijzing en het voeren van bestuurlijk overleg (de Hoge Colleges van Staat en het Kabinet van de Koning zijn van bestuursdwang uitgesloten).

## Kosten en middelen
In 2000 was er in Nederland 591 kilometer aan overheidsarchieven (bron CBS).
Het kengetal voor de omvang van de postregistratie en archieffunctie is tegenover elke 25 archiefproducerende ambtenaren staat één postregistratie- en archieffunctiemedewerker.
De kosten bedroegen in 2000 totaal € 73,5 miljoen. Daarbij moet wel worden opgemerkt dat naast overheidsarchieven ook 54 kilometer archieven van personen en bedrijven werden bewaard. De kosten van het Nationaal Archief maken daar deel van uit. Deze werden in 2010 begroot op € 19,7 miljoen voor het beheer van ruim 93 kilometer archieven, waaronder ook kaarten, tekeningen en foto’s.
Gemeenten, waterschappen en provincies nemen de overige kosten voor hun rekening. Bijvoorbeeld de provincies Noord-Holland, Zuid-Holland en Utrecht investeerden in 2007-2008 elk meer dan € 0,5 miljoen in subsidies voor toegankelijkheid.
De Inspectie Overheidsinformatie en Erfgoed kostte los daarvan in 2010 € 2,7 miljoen. De provinciale archiefinspecties bestaan in de meeste provincies uit een à twee formatieplaatsen. Met de personele lasten is naar schatting € 1 miljoen gemoeid.